# Zajatá
Zajatá (v ruském originále Plennica) je jednoaktová komická opera českého skladatele Hynka Vojáčka na libreto sepsané původně E. Ratským. Byla napsána roku 1867 a premiéru měla 13. března 1869 v pražském Prozatímní divadle, a to v českém překladu Josefa Koláře.
Vojáček žil od roku 1853 v Rusku, od roku 1857 v Petrohradě jako fagotista a krátce též druhý kapelník opery a od roku 1862 do své smrti roku 1912 vyučoval hudební teorii a orchestrální hru na petrohradské konzervatoři. Neztratil však kontakt s českým prostředím: Jeho Slavnostní ouvertura otevřela 18. listopadu 1862 provoz v Prozatímním divadle před činoherním představením (Vítězslav Hálek: Král Vukašín) a spíše jako vlastenecké gesto byla o sedm let později uvedena i jeho opera.
Děj opery je prostý. Odehrává se u břehů Dněpru v době bitvy u Poltavy, tj. roku 1709. Švédský důstojník Karström se zmocní Anastásje, dcera statkáře Gavrila, ale Anastásjin tajný milý Dimitri Lvovič nejen dívku osvobodí, ale sám Švéda zajme. Za to dostane od otce Anastásjinu ruku. Komický živel zastupují především lidové postavy ňáni Vasiljevny a sluhy Petruši.
Premiéra (13. 3. 1869), jež byla beneficí režiséra Františka Sáka, se konala v kombinaci s operetou Franze von Suppého Žádný muž a tolik děvčat. Kombinace se Suppého nenáročným dílem byla logická vzhledem k tomu, že se v případě Zajaté jednalo spíše než o komickou operu ve smetanovském smyslu „hlavně o příjemnou, lehkou zábavu“, ba vysloveně „operetku“. Obecenstvo přijalo operu poměrně chladně, podle kritiky: „Obecenstvo se zdálo touto novinkou vskutku elektrizováno, opomnělo však své nadšení hlučně projevit.“ Následující opereta přitom vyvolala nadšení, ačkoli ta nebyla novinkou. Pro nepřítomnost Josefa Palečka byly další reprízy odloženy, konala se nakonec pouze jedna, a to 31. března (večer doplňovaly komické aktovky Josefa Štolby A přece! a Eugèna Scriba Tři ženy najednou).
Kritika ji celkově přivítala, ale s četnými výhradami. Konstatovala přítomnost řady „učených“ prvků, například předehry ve formě fugata nebo nezvyklých rytmů (například Karströmův zpěv je v 7/4 taktu), považovala je však za zbytečně zatěžující: „Leckde byli bychom sobě přáli toliko volnějšího vzletu myšlenky a vzdalování se všeho doktrinářského aparátu.“ V hudbě shledávala ruského ducha, ačkoli využívala též české lidové písně; za „největší zásluhu hudby“ bylo považováno využití písně Já jsem z Kutné Hory jako charakterizačního motivu pro ruské vojsko. Jinak však byla hudba shledána „bez jakéhokoli určitého rázu“. Ve zručné orchestraci překvapila výrazná úloha, kterou skladatel přidělil svému vlastnímu nástroji, fagotu. Za nejlepší čísla byly vedle Karströmova zpěvu považovány humoristické zpěvy Petrušky, jehož úlohu hrál vynikající basista Josef Paleček. Nemilým překvapením naopak byla nepřítomnost sboru.
Zajatá již v českém divadle inscenována nebyla. Ani žádné z pozdějších Vojáčkových hudebně-dramatických děl psaných na ruská libreta již nebylo v českých zemích uvedeno; zmiňovány jsou opery Sousedé, Darjalský zámek a Tamara, carevna gruzínská.

## Osoby a první obsazení
| osoba                               | hlasový obor | premiéra (13. 3. 1869) |
| ----------------------------------- | ------------ | ---------------------- |
| Gavrilo Athanasjevič, statkář       | bas          | Karel Čech             |
| Anastásja, jeho dcera               | soprán       | Anna Kupková           |
| Vasiljevna, její ňáňa               | alt          | Betty Hanušová         |
| Dimitri Lvovič, její soused         | tenor        | Antonín Balcar         |
| Karström, švédský oficír            | baryton      | Vojtěch Šebesta        |
| Petruša, domácí sluha               | bas          | Josef Paleček          |
| Dirigent: ?, režisér: František Sák |              |                        |